# Orgerius minor
Orgerius minor är en insektsart som beskrevs av Doering och Darby 1943. Orgerius minor ingår i släktet Orgerius och familjen Dictyopharidae. Inga underarter finns listade i Catalogue of Life.